# Lumumba (bevanda)

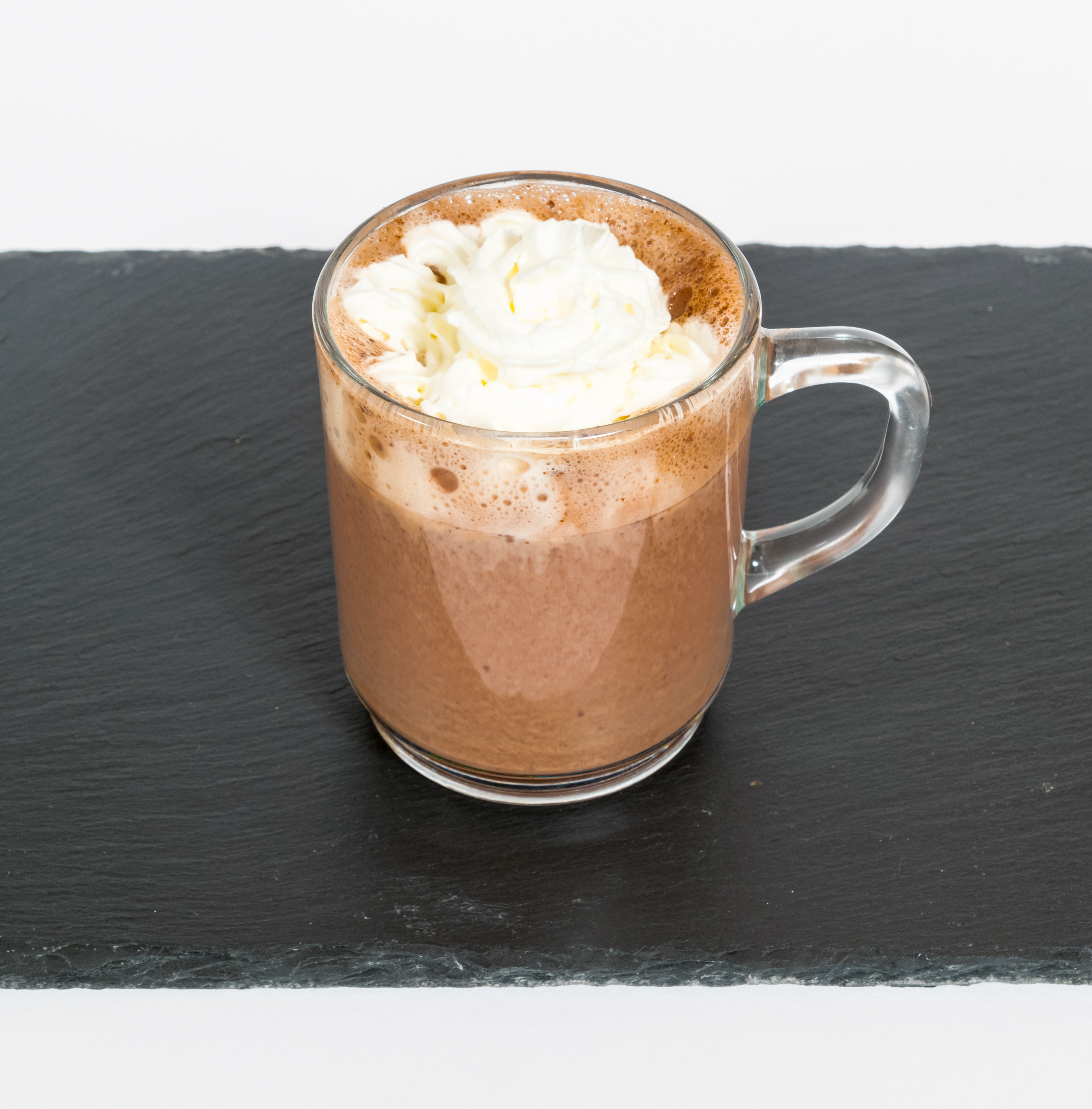
Lumumba caldo con brandy

Il Lumumba (danese: Død tante, tedesco: Tote Tante [zia morta]) è un long drink che prende il nome dal politico congolese Patrice Lumumba. Il termine Død tante/Tote Tante è usato sulla costa occidentale della Danimarca, nel nord della Germania e nei Paesi Bassi, dove la bevanda è considerata una variante del Pharisäer.
Il Lumumba è composto da cacao, a volte accompagnato da panna, e un bicchierino di rum. Alcune alternative sostituiscono il rum con amaretto o brandy: una versione popolare in Spagna durante la Movida madrileña, una variante utilizzava le bevande di latte al cioccolato locali "Cacaolat" o "Okey" con un bicchierino di brandy spagnolo, ad esempio Fundador o Soberano.  
A seconda che venga utilizzato il cacao caldo o freddo, il risultato è un Lumumba caldo o un Lumumba freddo.
Non è chiaro se il nome della bevanda sia un omaggio al politico africano o se derivi da "una velata forma di razzismo".